# Петров Гај
Петров Гај је насељено мјесто у граду Приједор, Република Српска, БиХ. Према попису становништва из 1991. у насељу је живјело 1.051 становника.

## Становништво
| Демографија | Демографија | Демографија |
| Година      | Становника  | Становника  |
| ----------- | ----------- | ----------- |
| 1961.       | 1.002       |             |
| 1971.       | 1.046       |             |
| 1981.       | 1.153       |             |
| 1991.       | 1.051       |             |